# Ehregutaplatz 1 (Bregenz)

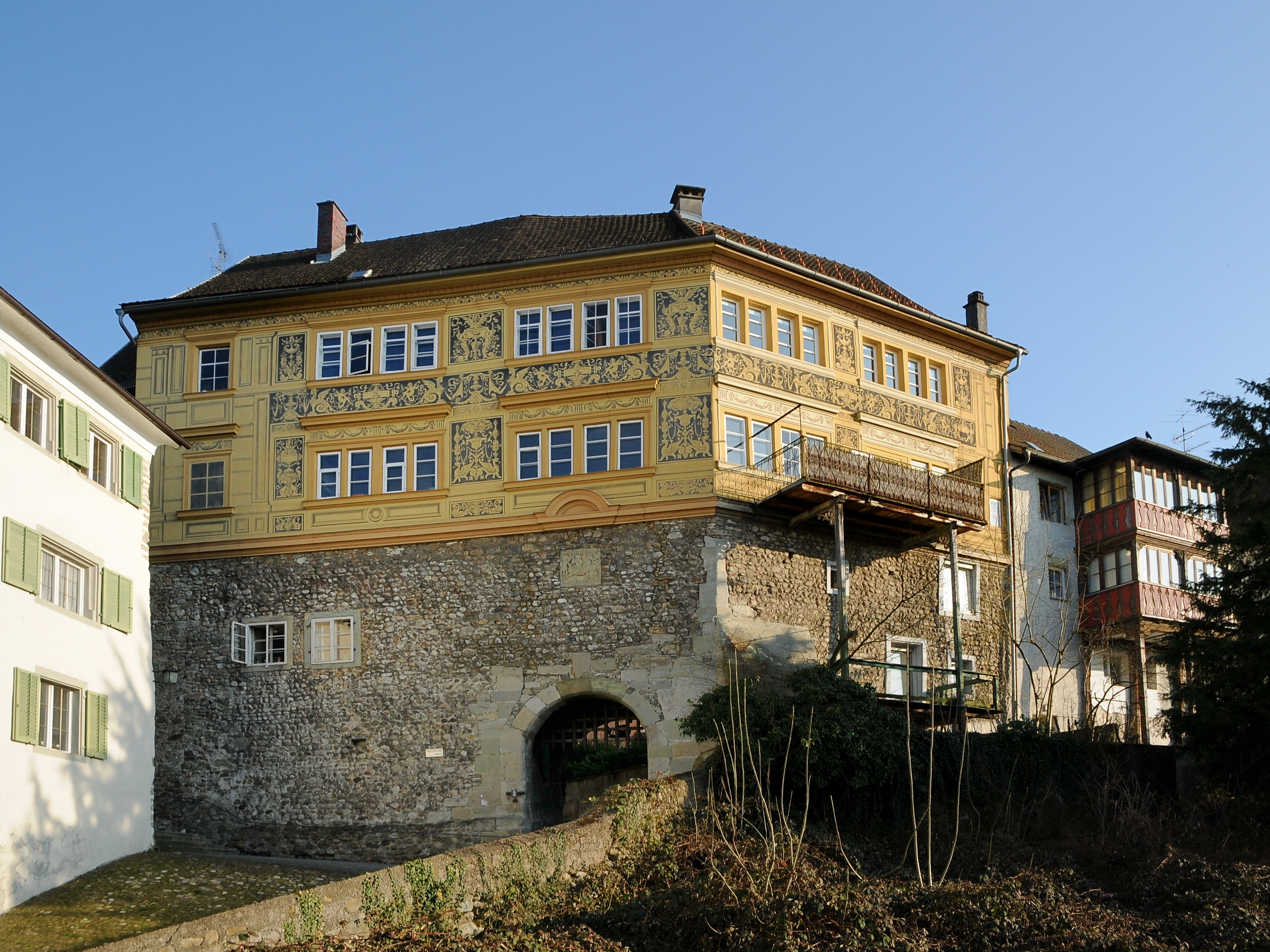
Ehregutaplatz 1

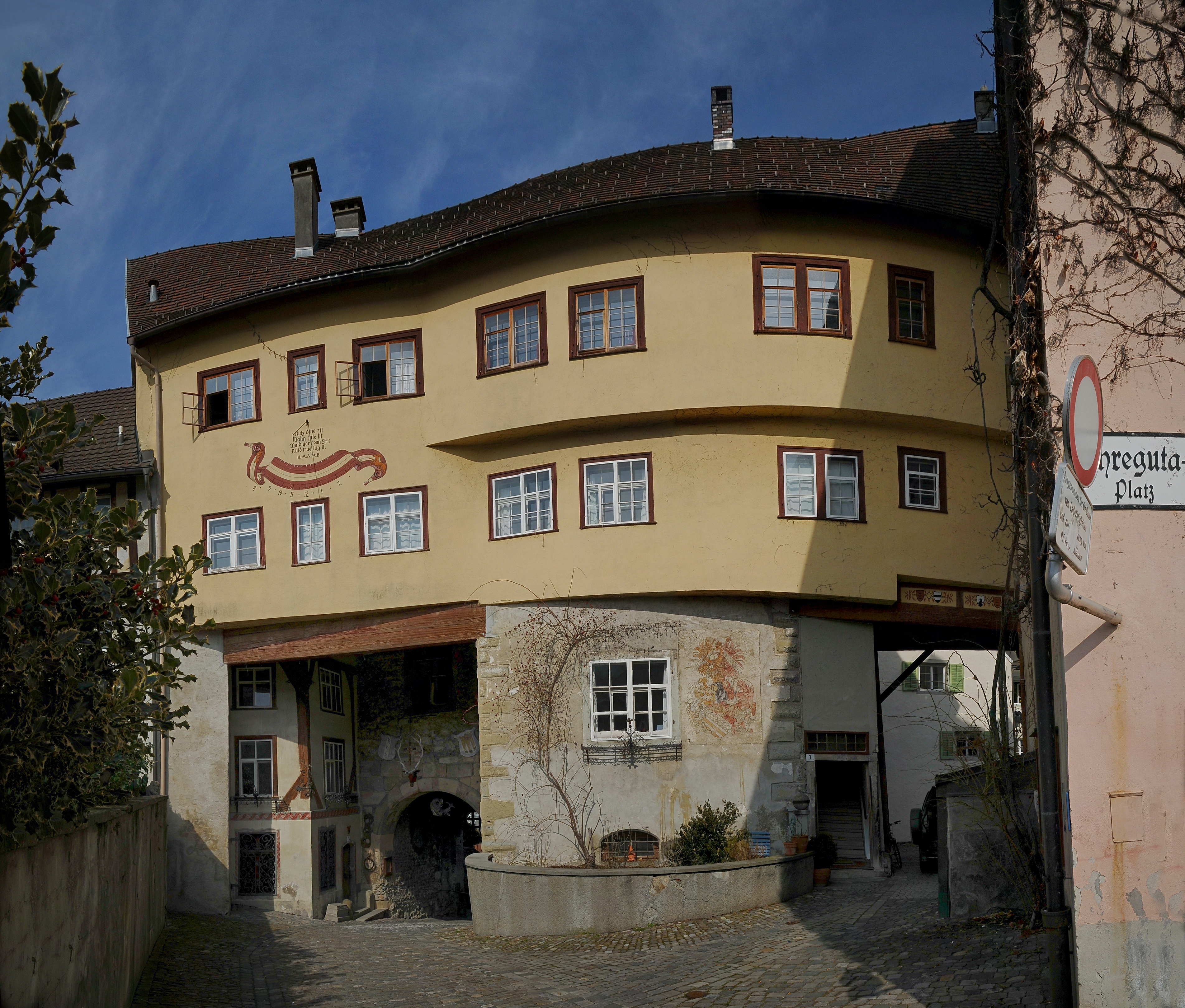
Ansicht von der Oberstadt

Das Haus Ehregutaplatz 1 (auch: Unteres Tor oder Stadttor) ist ein ehemaliges Stadttor und Wohnhaus in der Oberstadt von Bregenz. Das Bauwerk steht unter Denkmalschutz (Listeneintrag).

## Geschichte
Das „Untere Tor“ der Stadtmauer wurde im Kern im 14. oder 15. Jahrhundert erbaut. Nach dem Stadtbrand in Bregenz im Jahr 1571 wurde das Bauwerk um- und ausgebaut. Im 17. Jahrhundert wurde das Gebäude nochmals umgebaut.

## Architektur
Das Bauwerk hat einen langgestreckten und viergeschoßigen Baukörper. Die Fenster sind großteils gekoppelt, die Eckquader sind gebuckelt. Die Fassadenbemalung stammt aus dem 17. Jahrhundert. Die Säulen im Inneren stammen aus dem 16. Jahrhundert. Im dritten Obergeschoß sind Wohnräume mit gewölbter Holzdecke.